# ARNT
ARNT (сокр. от англ. Aryl hydrocarbon receptor nuclear translocator) — ядерный транслокатор (переносчик) рецептора ароматических углеводородов (AHR), представляет собой белок, который образует комплекс с лиганд-связанным рецептором AHR и необходим для рецепторной функции. Кодируется одноимённым геном ARNT, локализован на коротком плече (p-плече) 1-хромосомы.
Закодированный белок также идентифицирован как бета-субъединица гетеродимерного транскрипционного фактора — фактора, индуцируемого гипоксией (HIF1β). Транслокация t(1; 12) (q21; p13), приводящая к слипанию с белком TEL-ARNT, связана с острым миелобластическим лейкозом. Для этого гена описаны три альтернативные сплайсированные варианты, кодирующие различные изоформы.
Рецептор ароматических углеводородов (АHR) участвует в индукции нескольких ферментов, которые участвуют в метаболизме ксенобиотиков. Лиганд-цитозольная форма рецептора ароматических углеводородов комплексно связана с белком теплового шока (Hsp90). Связывание лигандов, включаящие в себя диоксины (ТХДД) и полициклические ароматические углеводороды (ПАУ), приводит к транслокации (перемещению) лигандсвязывающей субъединицы только в клеточное ядро. Индукция ферментов, участвующих в метаболизме ксенобиотиков, происходит за счёт связывания лиганд-связанного AhR с чувствительными к ксенобиотическими элементами в промоторных областях генов для этих ферментов.

## Взаимодействия с другими белками
ARNT взаимодействует со следующими белками:
- AIP,[7][8]
- AHR,[9][10][11][12]
- EPAS1,[13]
- HIF1A,[13][14]
- NCOA2,[15][15]
- SIM1,[14][16] и
- SIM2.[14][16][17][18]